# アルゼンチンワイン
アルゼンチンワイン（スペイン語: Vino Argentino）は、南アメリカのアルゼンチンで生産されるワイン。

## 特徴
| アルゼンチン産バルクワインの輸出国（2003年） （アルゼンチン国家統計局） | アルゼンチン産バルクワインの輸出国（2003年） （アルゼンチン国家統計局） | アルゼンチン産バルクワインの輸出国（2003年） （アルゼンチン国家統計局） | アルゼンチン産バルクワインの輸出国（2003年） （アルゼンチン国家統計局） |
| 相手国                                                                  | 輸出量(kl)                                                              | 輸出金額(1000US＄)                                                      |                                                                         |
| ----------------------------------------------------------------------- | ----------------------------------------------------------------------- | ----------------------------------------------------------------------- | ----------------------------------------------------------------------- |
| 日本                                                                    | 8,931                                                                   | 4,969                                                                   |                                                                         |
| ロシア                                                                  | 26,503                                                                  | 4,573                                                                   |                                                                         |
| 南アフリカ                                                              | 29,038                                                                  | 3,945                                                                   |                                                                         |
| アンゴラ                                                                | 11,752                                                                  | 2,829                                                                   |                                                                         |
| 全世界合計                                                              | 99,654                                                                  | 23,738                                                                  |                                                                         |

2016年頃のアルゼンチンのブドウ栽培面積は538,071エーカーである。2003年のワイン生産量は132万キロリットル、輸出量は18万キロリットル、輸出金額は1億6900万米ドルだった。2013年のアルゼンチンのブドウ生産量は世界第6位、ワイン生産量は世界第5位だった。
かつてアルゼンチンのワイン生産量は非ヨーロッパ諸国でもっとも多かったが、1990年代初頭にはアメリカ合衆国に抜かれた。20世紀末に至るまで、アルゼンチン産ワインはわずかな量が輸出されていただけであり、粗野な品種を用いた濃縮ブドウ果汁をアメリカ合衆国・ロシア・日本などの清涼飲料企業に輸出することで成功を収めていたが、近年ではワインの輸出量も増加している。
2006年のワイン輸出量は総生産量のわずか10%であり、特にアメリカ合衆国での需要が多かった。南米産ワイン輸出市場を支配しているのはチリワインであるが、アルゼンチンはチリの約1.5倍のワインを生産しており、アルゼンチン産ワインは特にアメリカ合衆国の市場での影響力を強めている。2003年のバルクワインの輸出量は南アフリカ、ロシア、アンゴラ、日本の順だった。輸出金額第1位は日本であり、日本には相対的に高品質のワインが輸出される。
国際ブドウ・ブドウ酒機構(OIV)によると、2011年のアルゼンチンのワイン消費量は24.1リットル/人であり、同じ新世界ではオーストラリア（23.3リットル/人）とほぼ等しく、アメリカ合衆国（9.1リットル/人）を大きく上回っている。

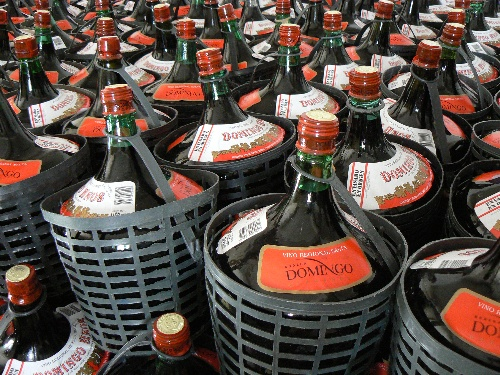
アルゼンチン産のテーブルワイン

アルゼンチンでもっとも重要なワイン産地はメンドーサ州であり、サン・フアン州、サルタ州、コルドバ州などでもワインを生産している。2000年時点ではメンドーサ州がアルゼンチン産ワインの約70%、サン・フアン州が約20%を生産している。
アルゼンチンの主要なワイン産地は標高が高くて湿度が低いため、他国のブドウ畑に影響を与える害虫、菌類、かび、他のブドウ病害の問題にほとんど直面しない。低農薬または無農薬で栽培することも容易であり、有機栽培ワインでさえも容易に生産できるが、アルゼンチンの有機栽培認証制度は日本農林規格(JAS)とは互換性がないために、アルゼンチンで承認された有機栽培ワインがそのまま日本で有機栽培ワインと名乗ることはできない。

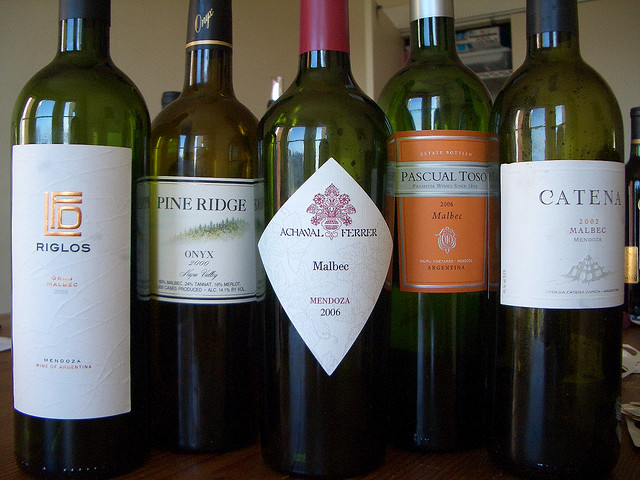
アルゼンチン産マルベックのボトル

アルゼンチンは世界でもっとも高品質なマルベック種のワインを生産する地域として知られている。アルゼンチンのボナルダ種から生産されるワインは、イタリア・ピエモンテで栽培される同一品種から生産される果実味豊かな軽いワインとの共通点はない。トロンテス種はアルゼンチンでしか栽培されていない品種であり、主にサルタ州やラ・リオハ州でみられる。カベルネ・ソーヴィニヨン種、シラー種、シャルドネ種、他の国際品種もより広い範囲に植えられるようになっているが、いくつかの品種は特定地域のみで栽培されている。

## 気候と地理

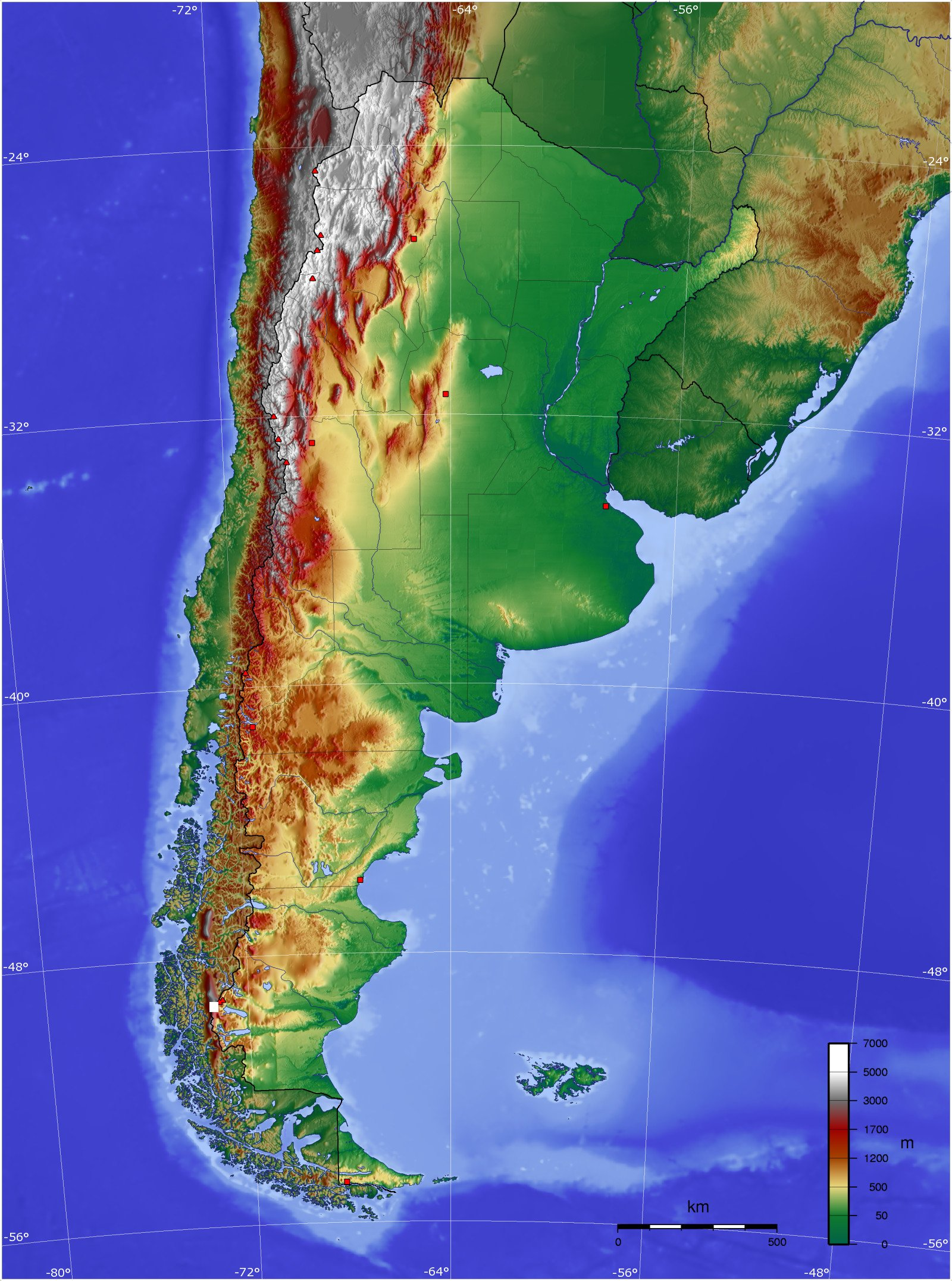
アルゼンチンの地勢

アルゼンチンの主要なワイン産地はアンデス山脈の山麓である国家の西側半分に位置しており、おおまかな北限は南緯22度（南回帰線付近）、南限は南緯42度である。アルゼンチンの面積はヨーロッパの主要ワイン生産国であるフランスの約4倍である。産地の大部分は半乾燥性気候であり、年降水量が250mm（10インチ）を超える年は稀である。カタマルカ州、ラ・リオハ州、サン・フアン州、メンドーサ州東部のような温暖な地域では、生育期である夏季には高温となり、日中の気温は摂氏40度を超えることがある。一方で夜間の気温は摂氏10度を下回ることがあり、大きな日周温度変化を生んでいる。サルタ州カファジャテ地域、リオ・ネグロ州、クハン・デ・クージョやトゥプンガト郡を含むメンドーサ州西端部など、一部の地域はより温暖な気候である。
冬季の気温は摂氏0度まで低下する場合があるが、大気の循環に乏しい超高地以外でブドウ畑への降霜は稀である。年降水量の大半は夏季の数か月に降り、しばしばブドウに損害を与える可能性がある雹が降る。これらの温暖な地域では年間の日照日が平均320日となる。
特に北西部のワイン産地は、初夏の開花期にアンデス山脈から吹くハリケーン級の強風「ソンダ」の影響を受けやすい。暑く乾燥した激しい風は開花時期を狂わせ、深刻な収量の減少につながる。生育期の大部分は乾燥して湿度が欠如し、様々なブドウ病害や菌性腐敗などの危険性を抑えている。多くのブドウ畑では農薬を用いずに、有機ブドウ栽培に資する条件で栽培されている。周期的に発生するエルニーニョ現象は生育期の気候条件にはっきりとした影響をもたらす可能性があり、1998年にはエルニーニョ現象によって引き起こされた豪雨が広範な地域での腐敗や菌性病害につながった。
アンデス山脈に冬季に降った雪は春季に融解し始め、ダム、運河、水路などの複雑な灌漑設備が、乾燥したワイン産地でブドウ栽培を維持するのに不可欠な水を供給する。大半のワイン産地はアンデス山麓に位置し、近年にはより山脈に近い高標高にブドウが植えられる傾向がある。アルゼンチン全体で土壌は主に沖積土や砂質であり、一部では粘土質・砂利質・石灰質の下層を持つ。リオ・ネグロ州とネウケン州にワイン産地がある涼しいパタゴニア地域では、土壌にチョーク質が占める割合が多い。

## 歴史

### 初期のワイン生産
アメリカ大陸でのブドウ栽培はスペイン人の到着とともに始まり、かなり遅れてポルトガル人もブドウ栽培を開始した。セビリアの契約業者は、新大陸にむけて出航する各船舶に一定数のブドウの苗を積み込むとする命令を受け取っている。
1541年には大西洋と接するラプラタ川沿いにブドウの苗が植えられたが、湿度の高い亜熱帯の気候に適応できず、ラプラタ川沿いではブドウの木は育たなかった。1542年にはペルーで栽培されていた苗から得られた乾燥種子がサルタ地方に植えられ、1556年にはフアン・セドロン神父が、チリのセントラル・ヴァレーからアルゼンチンにブドウの挿し木を持ち込み、サン・フアン地方やメンドーサ地方にアルゼンチン初のブドウ畑を設立した。チリでパイス種と、カリフォルニアではミッション種と呼ばれるブドウは、この時期にアルゼンチンに持ち込まれたとブドウ栽培学者は考えている。この品種は続く300年間にアルゼンチンのワイン産業の根幹となったクリオーリャ・チカ種の前身だった。
1557年にはイエズス会宣教師によって、サンティアゴ・デル・エステロ地方にアルゼンチン初の商業的なワイン生産を行うためのブドウ畑が設立された。1560年代初頭にはメンドーサ地方にも商業的なブドウ畑が設立され、1569年から1589年にはサン・フアン地方にも広がった。宣教師や入植者は複雑な灌漑水路やダムを建設し、アンデス山脈の溶融氷河からブドウ畑に水を運んだ。1739年の国勢調査によると、メンドーサ地方には120のブドウ畑があった。

### ワイン産業の発展

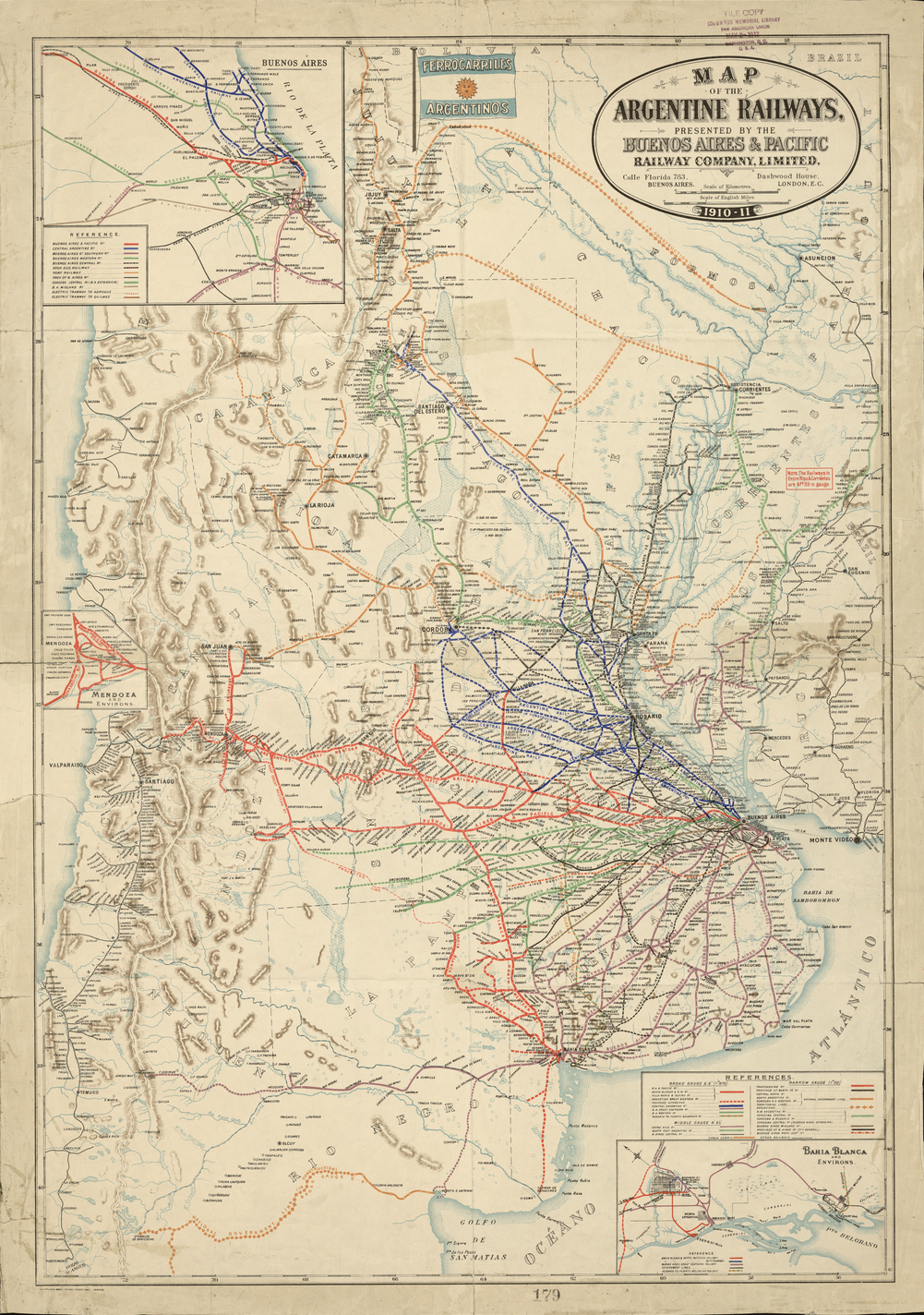
1911年のアルゼンチンの鉄道網。中央左にメンドーサがあり、赤線の路線でブエノスアイレスと結ばれている

1853年にはアルゼンチン初の農業学校がメンドーサ州に設立された。1860年代にサン・フアン州知事を務めたドミンゴ・ファウスティーノ・サルミエントは、フランスの農学者であるミシェル・エメ・プジェを農業学校の校長として招聘し、フランスからブドウの挿し木の導入を進めた。プジェがアルゼンチンに最初期に持ち込んだ品種の中にマルベック種があり、彼は初めてマルベック種をアルゼンチンに植えた人物である。アルゼンチンの人口は国土の東側半分で成長したが、ワイン産業はアンデス山麓がある国土の西側半分に集中した。ワインは荷馬車に積まれて長い道のりを輸送されたため、ワイン販売は困難を要する仕事だった。
1885年にはフリオ・アルヘンティーノ・ロカ大統領がブエノスアイレスとメンドーサを結ぶアルゼンチン鉄道を開通させ、ブドウ産地からブエノスアイレスに向けた輸送ルートが築かれた。メンドーサ州知事でエル・トラピチェ・ワイン・エステートの所有者であるティブルシオ・ベネガスは、アルゼンチンのワイン産業が生き残るためには市場が必要であると確信し、この鉄道の建設に資金を提供して完成を後押ししている。アルゼンチンワインの近代化はメンドーサ州とサン・フアン州で起こった。
1880年から1910年にアルゼンチンに流入したヨーロッパからの移民は、カベルネ・ソーヴィニヨン種、ピノ・ノワール種、シュナン種、マルベック種、メルロー種、バルベーラ種、サンジョヴェーゼ種、シラー種、リースリング種などの品種をアルゼンチンのブドウ畑にもたらした。これらの移民の多くは故郷でブドウ畑を荒廃させたフィロキセラの惨劇から逃れてきた者であり（19世紀フランスのフィロキセラ禍）、アルゼンチンに高度な専門知識やワイン生産の知識をも持ち込んだ。1873年のアルゼンチンには5,000エーカーのブドウ畑があったが、20年後の1893年には5倍の25,000エーカーとなった。1905年には国立ワイン醸造センターが設立された。ブドウ畑の飛躍的な増加は続き、20世紀初頭には519,800エーカーにまで拡大した。

### 経済問題と消費の停滞

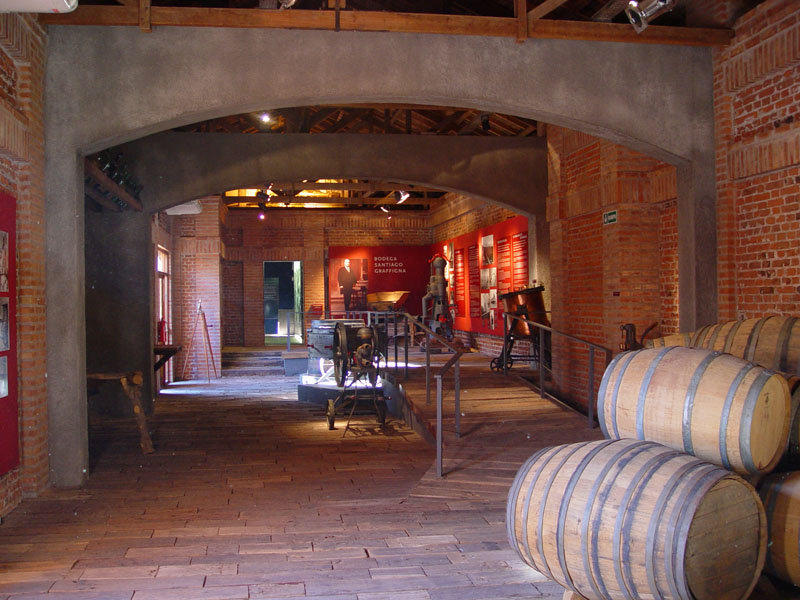
サン・フアン州にあるワイン博物館

20世紀のアルゼンチンのワイン業界は国家の経済状況に大きな影響を受けている。1920年代のアルゼンチンは世界で十指に入る裕福な国であり、豊かな国内市場がワイン産業を強固なものとした。しかし、1929年以後の世界恐慌では重要な輸出収入や国外からの投資が減少し、アルゼンチンのワイン産業は停滞した。1940年代以降のフアン・ペロン大統領体制下では経済が一時的な復活を見せたが、1960年代から1970年代の軍事独裁政権下ではすぐに停滞した。この時期のワイン産業は安価なテーブルワインの国内消費に支えられていた。1970年代初頭時点でアルゼンチンの年間ワイン消費量は90リットル/人（24ガロン）であり、イギリスを含む大多数の国よりも遥かに多くの量を消費していた。アルゼンチンと同じ新世界では、同時期のアメリカ合衆国の1人あたりワイン消費量は3リットル/年（1ガロン/年）に過ぎなかった。1960年代から1982年代まで高い税金が採用されたことで、低品質のワインが生産され続けるという状況に陥った。
1980年代には最大で年間12,000%となるハイパーインフレの時代を迎え 、国外からの投資は停滞した。1982年から1992年には大規模なブドウの木の引き抜きが行われ、ブドウ畑の36%が失われた。1989年に大統領に就任したカルロス・メネム政権下では、いくぶん経済が安定した。アルゼンチン・ペソに有利な為替レートの兌換期間中には再び国外からの投資が流入したが、この時期には国内消費が劇的に低下した。清涼飲料やビールの普及によって、1991年には年間消費量が55リットル/人まで下落した。

### 輸出の成長

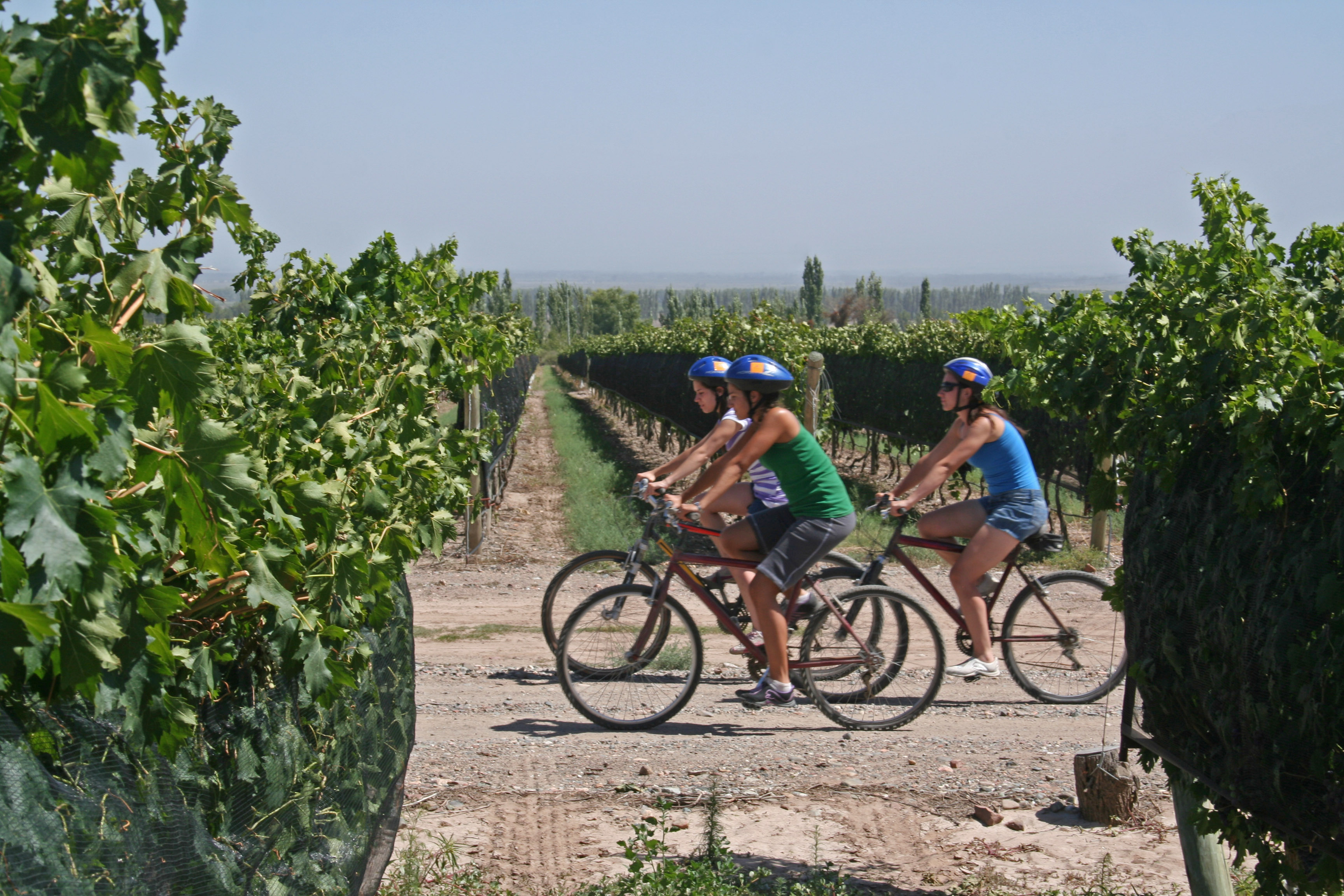
ブドウ畑をサイクリングする観光客

隣国チリが輸出市場で成功をおさめると、アルゼンチンのワイン産業もより積極的に輸出市場に焦点を当て始め、特に利益を得やすいイギリスとアメリカ合衆国の市場を重要視した。フランス、カリフォルニア、オーストラリアからは空飛ぶ醸造家（飛行機で世界中を飛び回ってワイナリーの指導を行う熟練醸造家）が現代的なブドウ栽培とワイン醸造のノウハウをもたらし、収量管理、発酵温度管理、オークの新樽の使用などがアルゼンチンに持ち込まれた。1980年代後半以降には意図的により涼しい地域に植えられるようになった。1990年末までに、約1250万リットル（330万ガロン）のアルゼンチン産ワインがアメリカ合衆国に輸出されるようになり、イギリスにはさらに多くの量が輸出された。ワインジャーナリストのカレン・マクニールは、20世紀末まで「眠れる巨人」とされていたアルゼンチンのワイン産業が目を覚ましたのがこの時期であるとしている。
20世紀から21世紀の変わり目に、アルゼンチンには1,500以上のワイナリーが存在した。2大企業として輸出用ブランド「アラモス」を所有するボデガス・エスメラルダと、輸出用ブランド「トラピチェ」を所有するペニャフロールがあり、この2社だけでアルゼンチン全体の約40%のワインを生産している。アルゼンチンのワイン産業は生産量の観点で世界第5位であり、消費量の観点で世界第8位である。ワインの品質とブドウの収量管理を向上させることがアルゼンチンのワイン産業のトレンドとなっている。
2010年11月24日、アルゼンチン政府はアルゼンチンの「国民酒」としてワインを選定した。

## ブドウ栽培
南半球にあるアルゼンチンのブドウ生育期は、10月（春）の発芽から2月（秋）に始まる収穫までの期間である。ワイン産業に関する主要な研究機関であるアルゼンチン国立ブドウ栽培・ワイン醸造研究所(INV)は、地域ごとの収穫開始日を公表しており、栽培しているブドウ品種によって収穫が4月までずれこむ地域もある。かなりの人数の移動労働者がおり、機械収穫への移行が遅れている地域で低賃金での摘み取り作業を行っている。収穫したブドウはしばしば何時間もかけて長距離を運ばれ、農村部のブドウ畑からより都市化した地区に位置するブドウ醸造施設に輸送される。

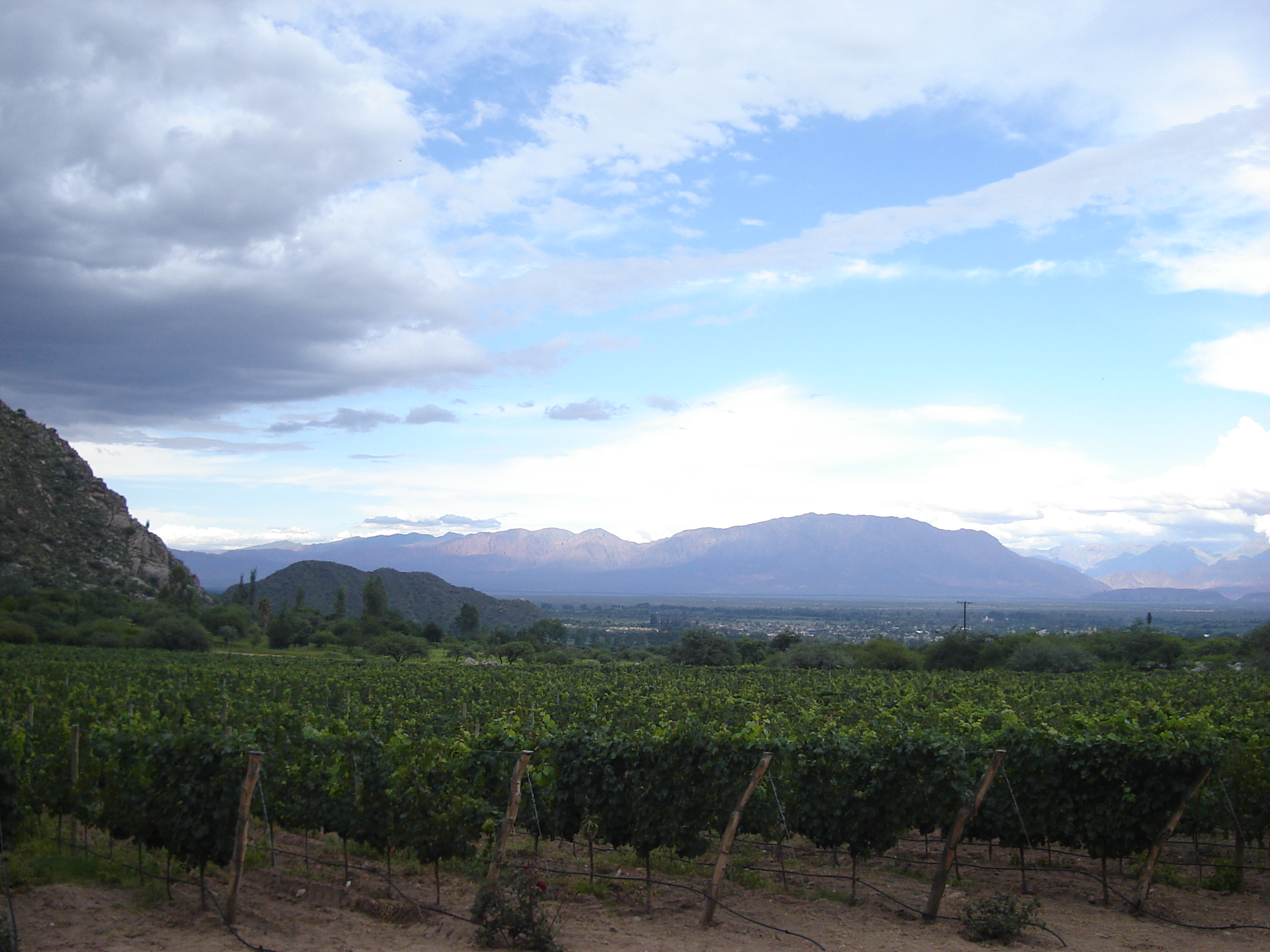
サルタ州カルチャキ・ヴァレーのブドウ畑

1970年代のアルゼンチンにおけるブドウの平均収量は22トン/エーカーを超えており、2-5トン/エーカーに過ぎないボルドー（フランス）やナパ・ヴァレー（カリフォルニア）などの高品質ワイン産地とは対照的だった。21世紀のアルゼンチンワイン産業は発展を続けており、灌漑、収量管理、キャノピー・マネジメント（葉の管理）、ブドウ畑に近いワイナリーの建設などの品質改善努力を行っている。
世界中のブドウ畑を荒廃させた害虫フィロキセラの脅威が存在しない点で、アルゼンチンとチリは世界のワイン業界でユニークな産地といえる。チリとは異なりアルゼンチンにもフィロキセラは存在するが、土壌中で長く生存しない特別に弱い個体群である。アルゼンチンの個体群がブドウの木を攻撃しても木を枯らすほどの損傷には至らず、再び根が成長する。このため、アルゼンチンのブドウの木の多くは旧世界とは異なり台木に接ぎ木していない。フィロキセラの脅威がアルゼンチンに達していない理由については様々な仮説が立てられているが、何世紀にもわたる湛水灌漑の伝統で水分が深く土壌に浸透している点は一つの仮説に挙げられている。また、地理的に隣接しているヨーロッパのワイン産地とは異なり、アルゼンチンが世界の他のワイン産地と相対的に隔絶されている点も挙げられ、山岳、砂漠、海洋が自然の障壁となってフィロキセラの拡大を阻んでいるとする仮説も挙げられている。フィロキセラの危険性が低いにもかかわらず、収量管理の容易さを求めて台木に接ぎ木して育てる生産者もいる。
19世紀と20世紀にはヨーロッパからの移民によって様々な仕立て法が持ち込まれた。エスパルデラ(espaldera)方式は地面近くに3本のワイヤーを用いる伝統的な方式を取り入れている。1950年代にはパラル・クジャーノ(parral cuyano)方式として知られる新方式が導入され、果房は地面から離れた高い場所から垂れさせられる。パラル・クジャーノ方式はクリオーリャ・グランデ種やセレサ種などの高収量品種の栽培を助長し、巨大な国内市場に対応して生じたバルクワイン産業の屋台骨となった。20世紀末には市場がより高品質なワイン生産に焦点を当てるようになったため、多くの生産者は伝統的なエスパルデラ方式に回帰し、収量を管理するためにキャノピー・マネジメントに取り組むようになった。
アルゼンチンではアルゼンチン国立ブドウ栽培・ワイン醸造研究所(INV)がワインの品質管理を行っており、搾汁量（125キログラムの果実から100リットル以下）やアルコール度数の制限などが行われ、加糖の禁止や生産量の申告などが義務付けられている。

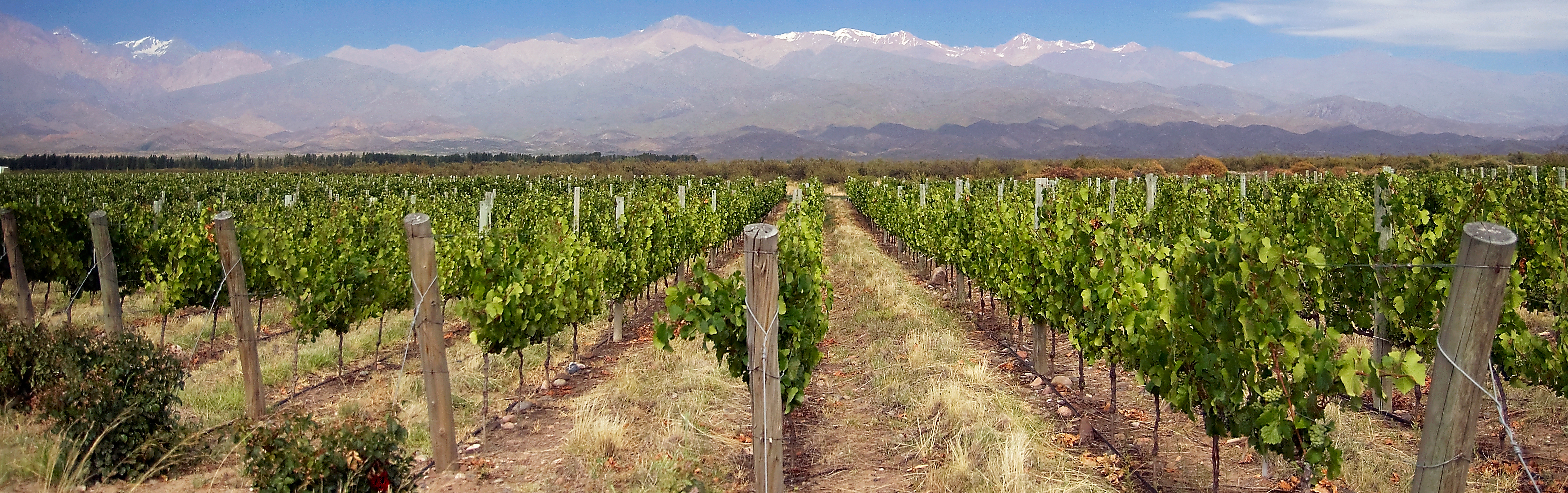
アンデス山脈を見晴らすメンドーサ州のブドウ畑

### 灌漑

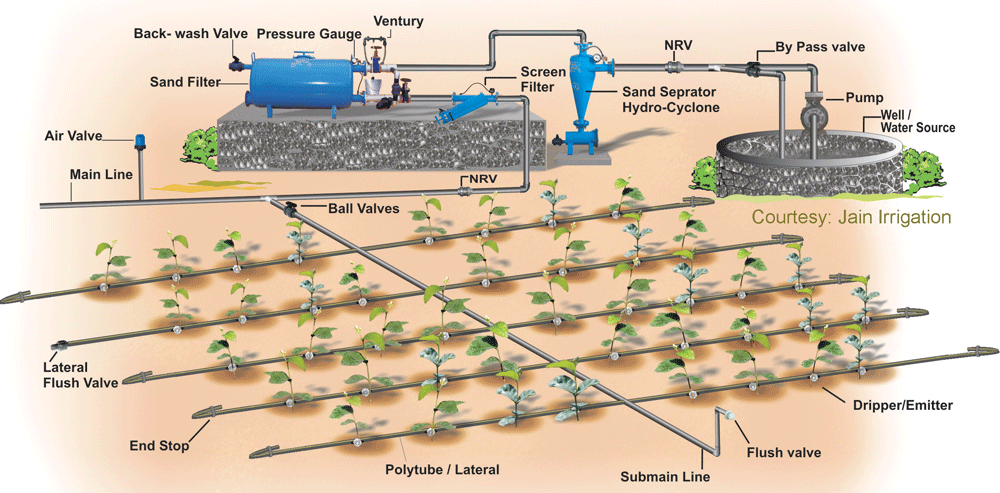
点滴灌漑装置の概観

アンデス山脈からの雪解け水を使用する複雑な灌漑システムは、インカ帝国で使われていた技術をスペイン人入植者がアルゼンチンに持ち込んだ16世紀に起源を持ち、アルゼンチンの農業にとって重要な構成要素となっている。水路や運河によって山麓から水流が供給され、貯水池に貯蓄される。政府が認証する水利権を得た者だけが、この水流をブドウ畑の灌漑に使用できる。新しいブドウ畑は既存の水利権を有していないため、60-200メートル（196-650フィート）の地下水汲み上げ井戸などの代替水源を使用し、地下の帯水層から地下水を汲み上げることが多い。地下水汲み上げ井戸の建設には一定の資金が要るものの、1時間あたり250,000リットル（66,000ガロン）の地下水をブドウ畑に供給することができる。
歴史的には、膨大な量の水を平らなブドウ畑の一面に引き入れる湛水灌漑がもっとも一般的な方法だった。この方法はフィロキセラの進行に対する無意識の予防措置となった可能性もあるが、湛水灌漑は収量の管理や潜在的品質の向上にはつながらなかった。湛水灌漑につづいて、ブドウの木の畝間の溝に水を引き入れる畝間灌漑が発達した。この方法は湛水灌漑よりもいくぶん収量管理を容易にし、また高収量を得るのに適した灌漑方法だった。1990年代末になると、点滴灌漑がより一般的となりはじめた。点滴灌漑の導入には高額の費用を擁するものの、この方法はブドウの収量管理を容易にし、ブドウの水分ストレスを活用することで、ブドウの潜在的な品質を向上させた。

## ワイン産地

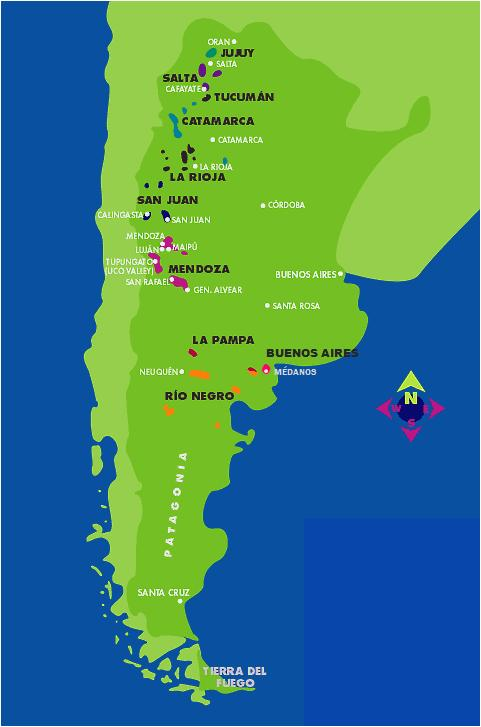
アルゼンチンのワイン産地

ブエノスアイレス州、コルドバ州、ラ・パンパ州などのパンパ地域でも少量のワインを生産しているが、アルゼンチンワインの大部分はアンデス山脈の山麓にある西方のワイン産地で生産される。アルゼンチン最大でワイン産業を牽引する産地はメンドーサ州であり、アルゼンチン全体のワイン生産量の2/3以上を占めている。メンドーサ州の北側にあるサン・フアン州とラ・リオハ州が続いており、この3州はクージョ地域に含まれる。
アルゼンチン北西部にはカタマルカ州、フフイ州、サルタ州があり、この地域には世界でもっとも標高の高いブドウ畑が存在する。南部のパタゴニア地方にあるリオ・ネグロ州とネウケン州は伝統的にアルゼンチンの果実栽培の中心地であるが、近年ではピノ・ノワール種やシャルドネ種など、涼しい気候で生育するブドウ品種も栽培している。

### メンドーサ州

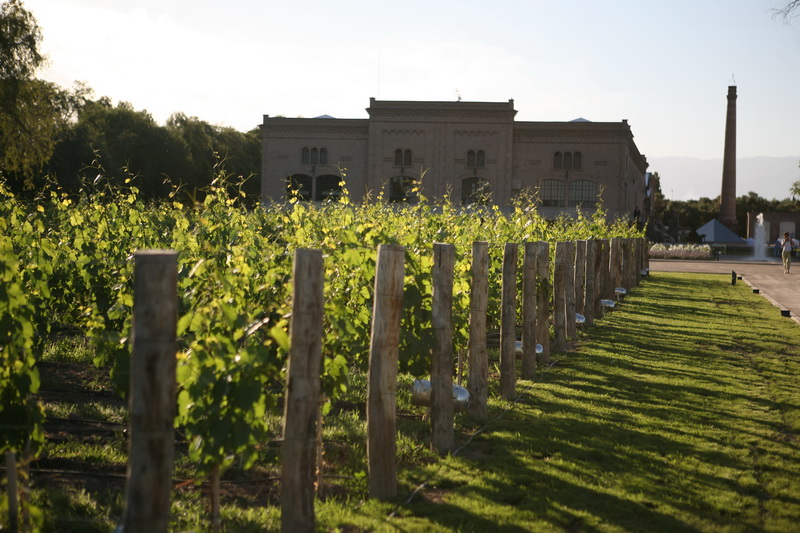
トラピチェ・ワイナリー

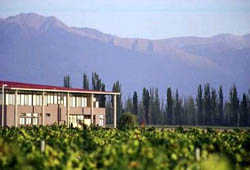
タピス・ワイナリー

1980年のメンドーサ州では629,850エーカー（255,000ヘクタール）でブドウが栽培されていたが、2003年には栽培面積が360,972エーカー（146,081ヘクタール）にまで減少した。とはいえ、メンドーサ州は依然としてアルゼンチンワインを牽引する産地である。21世紀初頭、メンドーサ州単独でもアメリカ合衆国全体の半分ほどのブドウ栽培面積を持ち、ニュージーランドとオーストラリアの栽培面積の合計を上回っていた。メンドーサ州はアルゼンチンの首都ブエノスアイレスから遠く離れているが、チリの首都サンティアゴからは飛行機でわずか1時間弱の距離にある。メンドーサ州のブドウ畑の標高の高さ、夜間の涼しさなどが酸味や色合いに好影響をもたらす。
メンドーサ州のブドウ畑の大部分は、マイプ郡やルハン・デ・クージョ郡にみられる。1993年、ルハン・デ・クージョ郡はメンドーサ州初の原産地呼称地域となった。その他に注目すべき地域には、ウコ・ヴァレーやトゥプンガト郡がある。メンドーサ州はアコンカグアの裏手にあり、平均的なブドウ畑は標高600-1,100メートル（1,970-3,610フィート）の範囲に植えられている。この地域の土壌は粘土層に砂や沖積土が乗っかっており、気候は四季が明確な大陸性気候である。
歴史的に、ピンク色の果皮が特徴で高収量のセレサ種やクリオーリャ・グランデ種が支配的だったが、近年ではマルベック種がこの地域でもっとも人気のある品種となっている。依然として、セレサ種とクリオーリャ・グランデ種はメンドーサ州全体の約1/4を占めるものの、栽培面積の半分以上がマルベック種、カベルネ・ソーヴィニヨン種、テンプラニーリョ種、イタリア系品種などの高品質な黒品種となった。メンドーサ市南西部のウコ・ヴァレーにある高標高のトゥプンガト・ヴィンヤードでは、白ブドウのシャルドネ種の人気が高まっている。マイプ地域は冷涼な気候で土壌の塩分濃度が低く、カベルネ・ソーヴィニヨン種の質の高さで注目を集めている。メンドーサ州のワイン生産者は原産地呼称名称を確立させるために当局と連携している。

#### 高標高でのブドウ栽培

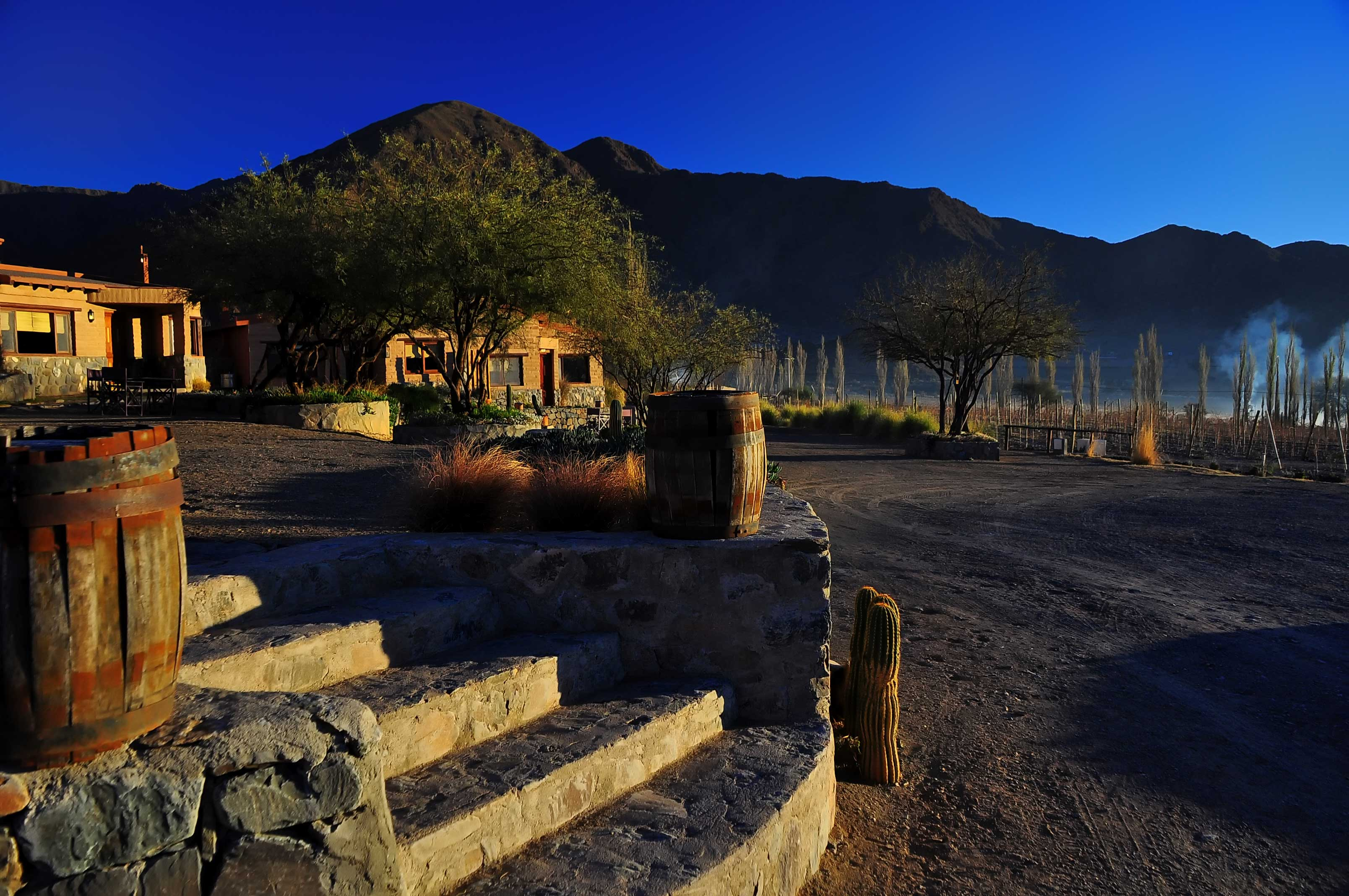
標高3,100mのサルタ州カチにあるブドウ畑とワイナリー

マルベック種を栽培するメンドーサ州のルハン・デ・クージョ郡とウコ・ヴァレーには、アルゼンチンでもっとも標高が高いブドウ畑がある。これらの地域はアンデス山麓に位置し、標高850-1,500メートル（2,800-5,000フィート）にある。
アルゼンチン人ワイン醸造家のニコラス・カテナ・サパタは、高い標高がブドウ栽培に与える影響の実験を通じて、アルゼンチンのワイン業界でマルベック種とメンドーサ州の地位を向上させた人物とされている。1994年にはトゥプンガト地域のグアルタジャリーにある標高約1500メートルのアドリアンナ・ヴィンヤードに初めてマルベック種を植え、アルゼンチンのマルベック種のクローンセレクションを行った。高標高にあるメンドーサ州のブドウ畑は、ポール・ホッブズ、ミシェル・ロラン、ロベルト・シプレッソ、アルベルト・アントニーニなど、多くの外国人ワイン醸造者を引きつけている。

### サン・フアン州とラ・リオハ州
生産量の点でメンドーサ州に次ぐのは、メンドーサ州のすぐ北側にあるサン・フアン州である。2003年には47,000ヘクタール（116,000エーカー）でブドウを栽培していた。サン・フアン州はメンドーサ州よりも暑く、年降水量は約150ミリメートル（6インチ）、夏季の気温は毎年のように摂氏42度以上となる。サン・フアン州の気候はクリオーリャ種やセレサ種などの粗野で高収量な品種に適しており、ピンク色の果皮を持つこれらの品種は濃縮ブドウ果汁、色あいを深めるブレンド用、干しブドウ（レーズン）加工用や生食用などに使用される。
サン・フアン州の中でも涼しい地域を開拓している生産者もおり、高品質ワインの生産はカリンガスタ郡、ウリュム郡、ソンダ郡、トゥルム・ヴァレーに集中している。シラー種やドゥルセ・ノワール種から生産される高品質赤ワインの生産に加えて、サン・フアン州ではシェリースタイルの酒精強化ワイン、ブランデー、ベルモットの生産の長い歴史を有している。
ラ・リオハ州はスペイン人宣教師が初めてブドウを植えた地域のひとつであり、アルゼンチンの中でもワイン生産の長い歴史を有する。2003年には8,000ヘクタール（20,000エーカー）でブドウが栽培されており、香り豊かなマスカット・オブ・アレキサンドリア種やトロンテス・リオハーノ種で知られている。この地域は水不足に悩まされており、ブドウ畑の拡張の機会が奪われている。

### 北西部

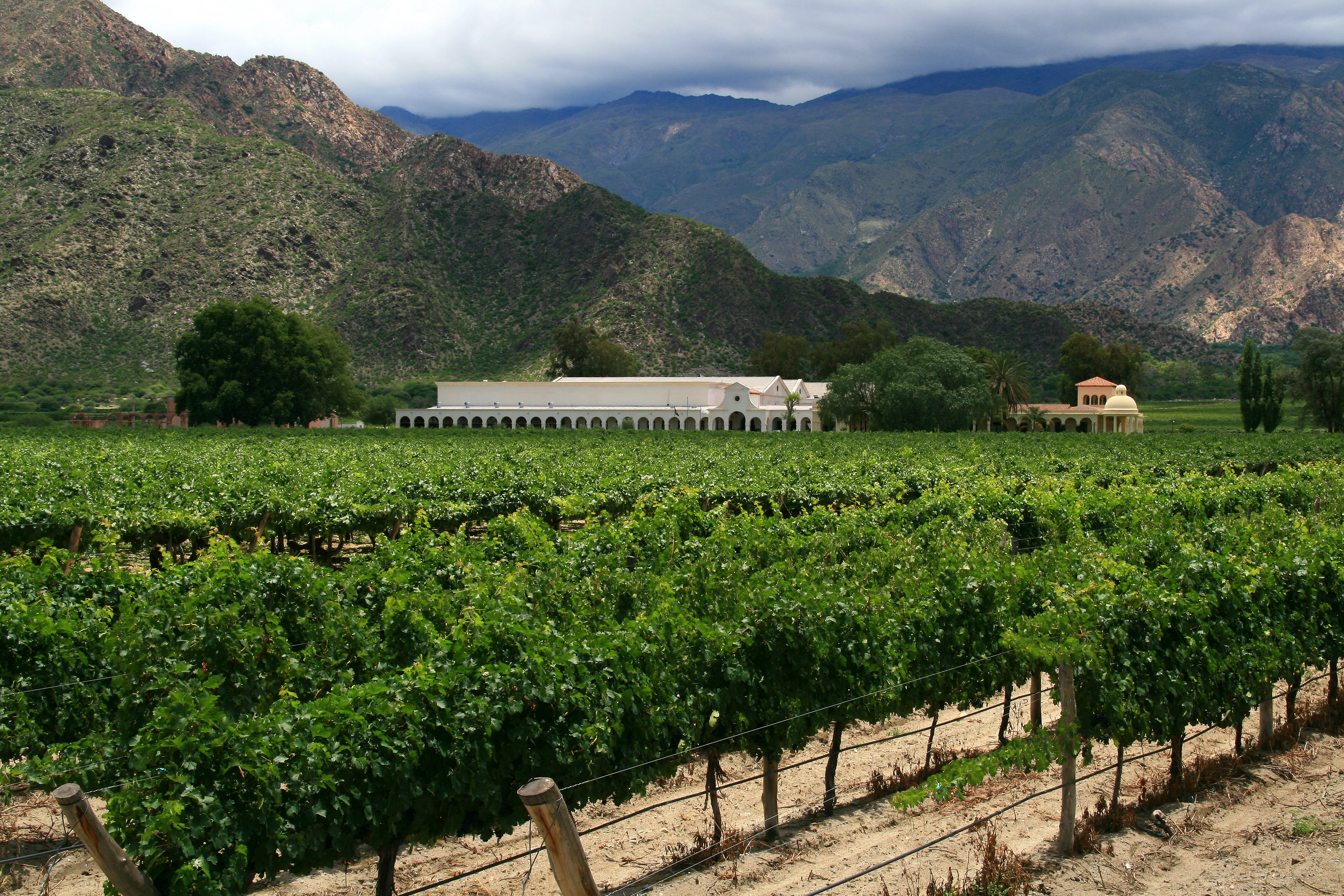
サルタ州カファジャテ

カタマルカ州、フフイ州、サルタ州などアルゼンチン北西部のブドウ畑は、南緯24度から南緯26度の範囲に位置している。多くのブドウ畑は標高1,500メートル（4,900フィート）にあり、サルタ州のボデガ・コロメは標高2,250メートル（7,500フィート）と標高3,000メートル（9,900フィート）に畑を有している。ヨーロッパでは900メートル（1,600フィート）以上の高地にあるブドウ畑は少ないが、サルタ州には世界でもっとも標高の高いブドウ畑があり、ドナルド・ヘスが所有するコロメ畑の一部は標高3,000mを越える。ワイン専門家のトム・スティーヴンソンは、それがまるでグラン・クリュ（フランス語で特級）であるかのようにワインラベルにブドウ畑の標高を記載して宣伝する生産者がいることに言及している。
この地域の土壌や気候はメンドーサ州に似通っているが、独特の微気候とブドウ畑の高標高がブドウに酸味の強さを生じさせ、ワインにバランスや奥深さを与える。2003年時点でカタマルカ州には2,300ヘクタール（5,800エーカー）のブドウ畑があり、北西部の3州でもっとも栽培面積が多かった。サルタ州のカファジャテ地域は、トロンテス・リオハーノ種から生産されるフルボディの高品質ワイン、またカベルネ・ソーヴィニヨン種やタナ種から生産される果実味溢れる赤ワインが世界中で注目されている。
サルタ州カファジャテ地域の大部分は、カルチャキ川とサンタ・マリア川に挟まれた流域にある標高1,600メートル（5,446フィート）以上の地域に位置している。水分を含んだ雲は山岳に遮られるため、この地域にはフェーン効果が発生し、乾燥して晴天日が多い。高標高ではあるが夏季の日中の気温は摂氏38度に達することもあり、一方で夏季の夜間の気温は摂氏12度にまで下がることもあり、日周温度変化が激しい。摂氏マイナス6度まで下がることもある冬季の降霜はブドウ栽培にとって脅威となる。アルゼンチンの総ワイン生産量の2%以下であるものの、カファジャテ地域の名声は高まっており、フランス人醸造家のミシェル・ロランやカリフォルニアのワイン生産者ドナルド・ヘスなど、外国からの投資が行われている。

### パタゴニア

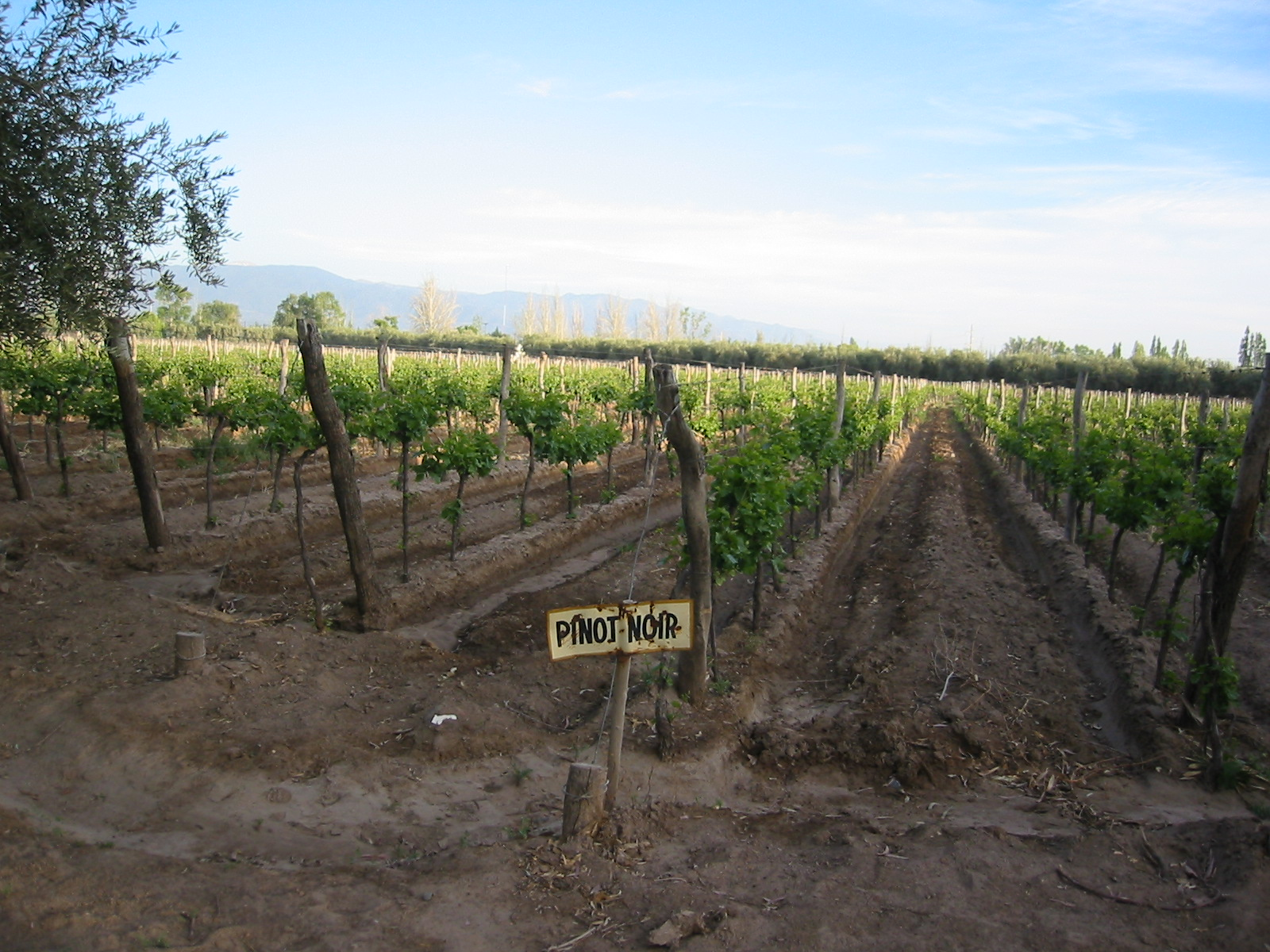
パタゴニアで栽培されているピノ・ノワール種

パタゴニアのリオ・ネグロ州やネウケン州は、北部の主要地域よりもかなり涼しい気候であり、アルゼンチン国内では果樹の産地として知られている。白亜質の土壌であり、その気候のためにブドウの生育期は長い。20世紀初頭にはウンベルト・カナーレがボルドーからブドウの挿し木を輸入し、この地域初の商業的なワイナリーを設立した。リオ・ネグロ州は将来有望な産地であり、涼しい気候でエレガントなワインが生産される傾向がある。
2003年にはパタゴニア全体の3,800ヘクタール（9,300エーカー）でブドウが栽培されていた。この地域ではシャルドネ種やピノ・ノワール種、マルベック種、セミヨン種、トロンテス・リオハーノ種などのような、涼しい気候に適した品種を多く栽培している。ボデガス・ワイネルトのブドウ畑はメンドーサ州から1,600キロメートル（990マイル）南に位置し、アメリカ大陸最南端のブドウ畑として注目されている。

## ブドウ品種とワイン
| アルゼンチンの赤ワイン（左）と白ワイン（右） |  | アルゼンチンの赤ワイン（左）と白ワイン（右） |
| アルゼンチンの赤ワイン（左）と白ワイン（右） |  |                                              |

2012年時点では、ブドウ栽培面積の52.31%が黒品種、20.9%が白品種、26.79%がロゼ用の品種である。アルゼンチンのワイン法では、ワインラベルに品種名を記載する場合には少なくとも80%がその品種で占められなければならない。初期のワイン産業の根幹となったのは高収量を誇る品種であり、ピンク色の果皮が特徴のセレサ種、チリではパイス種と呼ばれるクリオーリャ・チカ種、クリオーリャ・グランデ種などであったが、これらの品種は今日でも30%近くを占めている。
これらの品種は多くの房を付け、房の重量は1本あたり4キログラム（9ポンド）にもおよぶ。これらの品種から生産されるワインは容易に酸化してしまう、顕著な甘みを持つピンク色または濃い色合いの白ワインとなる傾向がある。これらの品種のワインは低価格のバルクワインとして出荷されることが多く、1リットル入りのカスクワインや濃縮ブドウ果汁として世界中に輸出されている。アルゼンチン産の濃縮ブドウ果汁にとって日本は大きな市場である。
20世紀末になると、アルゼンチンのワイン産業は輸出可能な高品質ワイン生産に移行した。高品質化を刺激したのはマルベック種であり、マルベック種は今日のアルゼンチンでもっとも広く栽培されている黒ブドウ品種である。ボナルダ種、カベルネ・ソーヴィニヨン種、シラー種、テンプラニーリョ種がマルベック種に続いている。バルベーラ種、ドルチェット種、フレイサ種、ランブルスコ種、ネッビオーロ種、ラボソ種、サンジョヴェーゼ種など、イタリア系移民は今日のアルゼンチンで多くの栽培面積を持つイタリア系品種をもたらした。

### 黒ブドウ品種

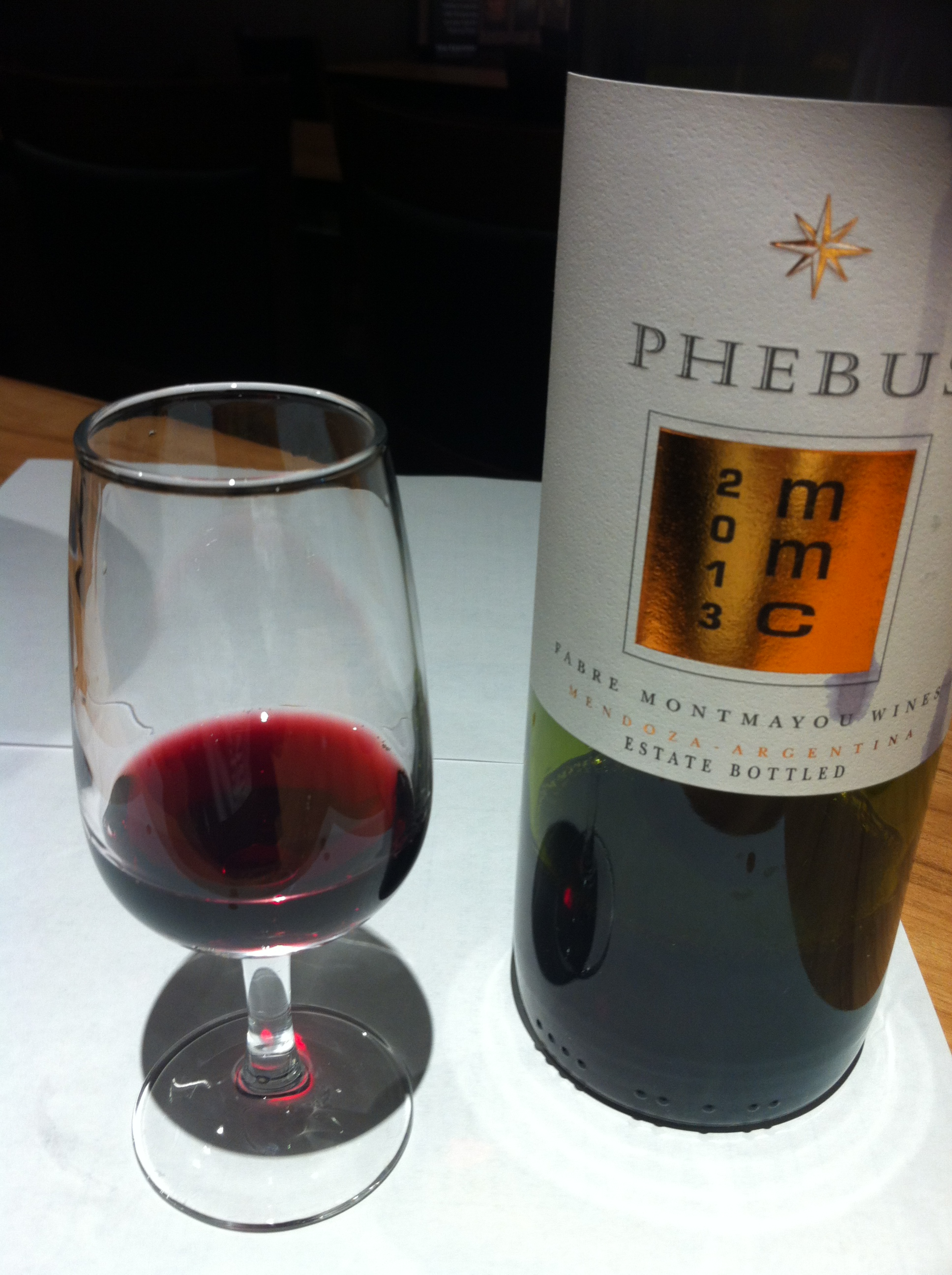
メンドーサ州のマルベック種

アルゼンチンワインの生産量の約60%は赤ワインである。高温地域ではソフトで、タンニンに満ち、アルコール度数が高くなる。マルベック種の発祥地は南西フランスであり、AOCカオールではいまだに広く栽培され、ボルドーでも一定の存在感があるものの、マルベック種の名声の大部分はアルゼンチンワインによるものである。アルゼンチンで栽培されるマルベック種の果粒や果房はフランスのそれよりも小さい。マルベック種のワインは深い色合いとなり、ビロードのような舌触りと強烈な果実味を持つ。2003年時点でマルベック種の栽培面積は20,000ヘクタール（50,000エーカー）だった。
国際品種のカベルネ・ソーヴィニヨン種もセパージュワイン用品種として人気を得ており、さらにマルベック種、メルロー種、シラー種、ピノ・ノワール種とのブレンド用にも用いられる。シラー種は着実に栽培面積を増加させており、1990年には700ヘクタール（1,730エーカー）だったが、2003年には10,000ヘクタール（24,710エーカー）にまで拡大した。特にサン・フアン州でシラー種が強く認識されている。テンプラニーリャ種にはしばしばカーボニック・マセレーションが行われ、ウコ・ヴァレーなどでは古樹が栽培されている。ボナルダ種は主にテーブルワインの生産に使用される。

### 白ブドウ品種

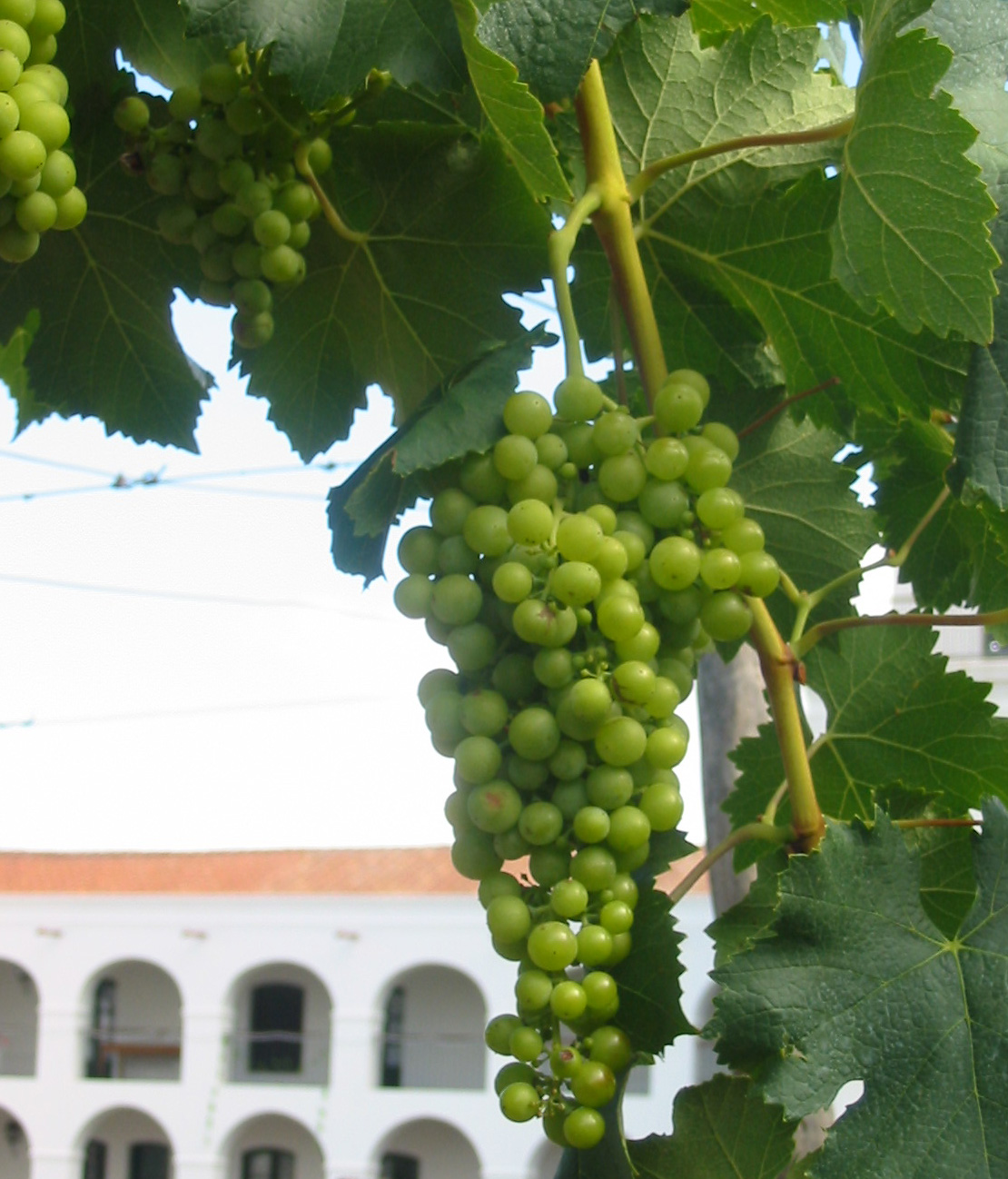
サルタ州カファジャテのトロンテス種

白ブドウ品種としてはペドロ・ヒメネス種(Pedro Giménez)がテーブルワインに使用される。ペドロ・ヒメネス種はもっとも広く植えられている白ブドウ品種であり、メンドーサ州とサン・フアン州を中心に14,700ヘクタール（36,300エーカー）に植えられている。スペインで栽培され主にシェリーに使用されているペドロ・ヒメネス種(Pedro Ximénez)とは異なる品種であり、「ヒメネス」の綴りも異なる。アルゼンチンのペドロ・ヒメネス種はアルコール度数が高くフルボディなワインで知られており、濃縮ブドウ果汁の生産にも使用されている。ペドロ・ヒメネス種の次に栽培面積が大きいのはトロンテス・リオハーノ種であり、マスカット・オブ・アレキサンドリア種、シャルドネ種、トロンテス・サンフアニーノ種、ソーヴィニヨン・ブラン種が続いている。その他にアルゼンチンで見られる白ブドウ品種には、シュナン・ブラン種、ピノ・グリ種、リースリング種、ソーヴィニョネーゼ種、セミヨン種、ユニ・ブラン種、ヴィオニエ種などがある。
トロンテス種はアルゼンチンでもっとも独特な白ワインとなり、マスカット種のような花の香りやスパイスのニュアンスに特徴づけられる。この品種からワインを生産する工程では、発酵中の温度管理などで慎重な扱いが必要である。この品種はラ・リオハ州やサルタ州などアルゼンチン北部の州で広く栽培されており、特にカルチャキ・ヴァレーが代表的な産地であるが、メンドーサ州にも広がっている。国際的な需要に応じて、シャルドネ種の栽培面積も着実に増している。カリフォルニア大学デービス校はシャルドネ種の特殊なクローン（メンドーサ・クローン）を生み出し、このクローンは結実不良（果粒の不揃い）を引き起こす傾向があるものの、アルゼンチンやオーストラリアではいまだに広く栽培されている。アルゼンチンのシャルドネ種は高標高でも成長することが示されており、標高約1,200メートル（4,000フィート）のトゥプンガト地域での栽培面積も増加している。